# 王濟 (成化丁未進士)
王濟（1460年—？），字用楫，直隸永平府灤州人，河間衛軍籍，明朝政治人物。

## 生平
順天府鄉試第五十七名舉人。成化二十三年（1487年）中式丁未科會試第二十二名，三甲第七十七名進士。歷官户部郎中，遼東管粮，弘治十七年（1504年）六月升山西布政司右參議，正德四年（1509年）四月升太僕寺少卿。

## 家族
曾祖王大；祖父王顯；父親王能，曾任七品學官。前母李氏；母顏氏。重庆下。弟王澤。